# Bol Open 2021
El Bol Open 2021 fue un torneo de tenis profesional jugado en pistas de tierra batida al aire libre, pertenece a los Torneos WTA 125s en 2021. Se disputará en Bol, Croacia.

## Cabeza de serie

### Individual femenino
| Tenista            | Ranking | Preclasificada |
| Anna Blinkova      | 77      | 1              |
| Arantxa Rus        | 83      | 2              |
| Jasmine Paolini    | 91      | 3              |
| Martina Trevisan   | 97      | 4              |
| Sara Errani        | 105     | 5              |
| Liudmila Samsonova | 106     | 6              |
| Aliona Bolsova     | 107     | 7              |
| Tímea Babos        | 111     | 8              |

- Ranking del 31 de mayo de 2021

### Dobles femenino
| Tenista                              | Ranking | Preclasificada |
| Viktória Kužmová Arantxa Rus         | 98      | 1              |
| Miyu Kato Renata Voráčová            | 143     | 2              |
| Katarzyna Piter Rosalie van der Hoek | 227     | 3              |
| Anna Danilina Lidziya Marozava       | 247     | 4              |

## Campeonas

### Individual femenino
Jasmine Paolini venció a  Arantxa Rus por 6–2, 7–6(4)

### Dobles femenino
Aliona Bolsova /  Katarzyna Kawa vencieron a  Ekaterine Gorgodze /  Tereza Mihalíková por 6–1, 4–6, [10–6]